# Aeroporto Los Garzones
O Aeroporto Los Garzones (em castelhano:  Aeropuerto Los Garzones) (IATA: MTR, ICAO: SKMR) é um aeroporto colombiano localizado a 5 km do centro da cidade de Montería, no departamento de Córdoba.

## Companhias Aéreas e Destinos
| Companhias                        | Cidades                                                | Aliança       |
| --------------------------------- | ------------------------------------------------------ | ------------- |
| Aerolínea de Antioquia 3 destinos | Domésticos (3): Barranquilla / Cartagena / Medellín    | N/A           |
| Avianca 2 destinos                | Domésticos (2): Bogotá / Medellín                      | Star Alliance |
| EasyFly 3 destinos                | Domésticos (3): Barranquilla / Medellín-EOH / Medellín | N/A           |
| LATAM Colômbia 1 destino          | Doméstico (1): Bogotá                                  | Oneworld      |
| Viva Colômbia 2 destinos          | Domésticos (2): Bogotá / Ilha de San Andrés            | N/A           |